# Jorge Barrera Graf
Jorge Barrera Graf (Toluca, México 1918- Ciudad de México 1992), fue un destacado especialista en Derecho Mercantil mexicano. 
Graf estudió Derecho en la Universidad Nacional Autónoma de México (UNAM), donde se graduó como Licenciado en Derecho en 1943, también concurrió a la Universidad de Míchigan donde se especializó en Leyes Interamericanas.
Entre 1943 y 1948 Graf fue profesor de Derecho de la UNAM, además de investigador en el Instituto de Investigaciones Jurídicas de la UNAM.
Entre los cargos que desempeñó, se destacan:
- Representante de México ante la Comisión de Naciones Unidas para el Derecho Mercantil Internacional desde 1969 hasta 1987.

- Integrante de la Comisión Asesora de la Secretaría de Relaciones Exteriores de México para la revisión de convenciones y otros textos internacionales.

Graf participó en la redacción de los anteproyectos del Código de Comercio de México de los años 1947 y 1960. Durante la década de 1970 colaboró en la elaboración de los anteproyectos de las Leyes de Sociedades Mercantiles y de Quiebras de México.
Colaboró con diversas revistas jurídicas mexicanas, siendo director de la Revista de Derecho Privado.

## Obras
Graf publicó 19 libros y cerca de 42 sobretiros. Entre los escritos de su autoría se destacan:
- Tratado de derecho mercantil (1957),
- El derecho mercantil en América Latina (1963),
- Introducción al derecho mexicano (1981),
- Las sociedades en el derecho mexicano (1983).

## Premios
- Premio Nacional de Jurisprudencia (1990) otorgado por la Barra Mexicana del Colegio de Abogados